# Дупнишко македоно-одринско опълченско дружество
Дупнишкото македоно-одринско опълченско дружество е ветеранска организация на бивши участници в Македоно-одринското опълчение, съществувала в Дупница, България от 1938 година.

## История
Дружеството е създадено на 8 юни 1938 година от членове, живеещи в Дупница и Дупнишко. Има за цел подпомагане и обгрижване на македоно-одринските опълченци от 1912 – 1913 година и техните семейства пред различни управляващи органи. Членува в Съюза на македоно-одринските опълченски дружества в България.
| Членове на настоятелството и контролната комисия на дружеството през 1938 г. | Членове на настоятелството и контролната комисия на дружеството през 1938 г. | Членове на настоятелството и контролната комисия на дружеството през 1938 г. | Членове на настоятелството и контролната комисия на дружеството през 1938 г. | Членове на настоятелството и контролната комисия на дружеството през 1938 г. |
| Име                                                                          | Месторождение                                                                | Занятие                                                                      | Местожителство                                                               | Забележка                                                                    |
| ---------------------------------------------------------------------------- | ---------------------------------------------------------------------------- | ---------------------------------------------------------------------------- | ---------------------------------------------------------------------------- | ---------------------------------------------------------------------------- |
| Димитър Г. Грънчаров                                                         | Дупница                                                                      | търговски служител                                                           | Дупница                                                                      | Председател на настоятелството                                               |
| Иван Атанасов                                                                | Клисура                                                                      | кожухар                                                                      | Дупница                                                                      | Подпредседател                                                               |
| Йордан Кост. Кърконьов                                                       | Дупница                                                                      | кафеджия                                                                     | Дупница                                                                      | Секретар                                                                     |
| Миладин Тренчов                                                              | Крушица                                                                      | зарзаватчия                                                                  | Дупница                                                                      | Член                                                                         |
| Милан Насев Митев                                                            | Горна Джумая                                                                 | кафеджия                                                                     | Дупница                                                                      | Член                                                                         |
| Дим. Н. Масленков                                                            | Горна Джумая                                                                 | тютюнев майстор                                                              | Дупница                                                                      | Контролна комисия                                                            |
| Ан. Величков Петров                                                          | Железница                                                                    | тютюнев работник                                                             | Дупница                                                                      | Контролна комисия                                                            |
| Киро Г. Крилчов                                                              | Дупница                                                                      | касапин                                                                      | Дупница                                                                      | Контролна комисия                                                            |